# Мрелашвили, Гиви Георгиевич
Гиви Георгиевич Мрелашвили (род. 24 октября 1937 года в Тбилиси) — советский грузинский регбист и спортивный функционер, один из ведущих деятелей советского регби и первый председатель Федерации регби Грузинской ССР. Судья всесоюзной категории по регби.

## Биография
Гиви Мрелашвили учился в Московском инженерно-экономическом институте и играл в баскетбол в составе институтской сборной Москвы, однако вскоре забросил игру после одного неудачного матча. От однокурсницы он узнал о существовании регби, которым занялся её друг Сергей Селиховкин, один из перспективнейших регбистов СССР. Ещё в 1957 году он был одним из зрителей на регбийном матче сборных Чехословакии и Уэльса на VI Всемирном фестивале молодёжи и студентов в Москве.
В июне 1959 года Гиви впервые пришёл на тренировку по регби, где познакомился с советским регбийным тренером Анатолием Сорокиным и группой молодых регбистов — Сергеем Селиховкиным, Евгением Антоновым, братьями Нагоровыми и братьями Григорьянц. С 1 по 5 октября 1959 года прошёл первый послевоенный турнир по регби — открытое первенство Москвы — по инициативе спортивного общества «Буревестник». В нём приняли участие команда МВТУ имени Баумана (кафедра физкультуры, тренер — А. А. Сорокин), команда МАИ (в её составе и играл Мрелашвили), сборные Николаевского педагогического института и Воронежского лесотехнического института (созданы по инциативе студентов из Румынии, которые там обучались). Команда МВТУ победила на этом турнире.
После турнира Мрелашвили обратился к председателю общества «Колмеурне» с предложением провести всесоюзный семинар в Адлере, но после неудачных переговоров сам пригласил в Тбилиси своих единомышленников и пионеров регби в Грузии, хорошо при этом знакомых с игрой лело бурти — Джемал Берадзе, Нодар Кипиани, Отар Догонадзе, Гоги Купарадзе, Гия Цурцумия, Гоги Тония и другие. Мрелашвили и его люди 15 октября 1959 года организовали штаб-квартиру регбийной организации в Тбилиси в его доме на улице Клары Цеткин (ныне — Цинамдзгвришвили), открыв регбийную секцию. Благодаря помощи репатрианта из Франции Жака Аспекяна — регбиста и велогонщика — в Тбилиси появились множество регбийных команд.
В июне 1961 года Гиви Мрелашвили посетил Ленинград и после встреч со спортивным руководством Облсовпрофа и главным редактором газеты «Спортивная неделя Ленинграда» Н. Я. Киселёвым договорился о проведении показательной встречи по регби. Тогда же в газете была опубликована статья «Как играть в регби?» авторства Гиви Мрелашвили. Показательные матчи состоялись 7 и 8 октября на стадионе имени В. И. Ленина между московским клубом «Труд» и командой «Химки» в присутствии 10 тысяч зрителей. С 1 декабря 1961 года Гиви Мрелашвили стал председателем Федерации регби Грузинской ССР по решению Спорткомитета города Тбилиси, а Жак Аспекян — заместителем председателя.
Продолжая свою регбийную карьеру, Гиви Мрелашвили стал играющим тренером в клубе «Гантиади», в составе которого выступил на первенстве ВСЦПС 1963 года и занял с командой 3-е место. В 1966 году по просьбе Мрелашвили состоялся первый чемпионат СССР по регби в Тбилиси, на турнире Мрелашвили как играющий тренер выступил за местное «Динамо». Команда заняла 2-е место, опередив московское «Динамо», киевский «Спартак», ленинградский «Спартак», тбилисский «Локомотив» и уступив только команде МВТУ. В 1967 году прошёл первый чемпионат Грузинской ССР по регби, в котором победило тбилисское «Динамо», победив всех своих противников суммарно с разгромным счётом 167:0.
После завершения игровой карьеры Мрелашвили стал работать тренером — он был тренером тбилисских клубов «Динамо», «Гантиади» и «Спартак», а затем стал заслуженным тренером СССР и судьёй всесоюзной категории. В Грузинском институте физкультуры он вёл курс регби с 1977 года по инициативе Гоги Купарадзе. Награждён за развитие регби грузинским Орденом Чести, став первым регбистом — кавалером этой награды. Занимает пост вице-президента Союза ветеранов регби. Председатель Федерации регби Грузинской ССР в 1971—1973 годах, член Президиума Федерации регби СССР и Международной федерации регби. Упомянут в Encyclopaedia Britannica как один из родоначальников советского и грузинского регби.
В октябре 1999 года Гиви Мрелашвили как беспартийный баллотировался в Парламент Грузии по Чугуретскому избирательному округу. В 2008 году выступал против планов президента Грузии Михаила Саакашвили по вступлению в НАТО.